# Riu Desaguadero (Titicaca)
El riu Desaguadero és un riu bolivià i en un petit tram també peruà. És el principal riu de la conca endorreica del llac Titicaca, on s'origina, descarregant les aigües excedents fins al llac Poopó, on es perden principalment a través d'un fort procés d'evaporació. La seva conca representa el 21% de l'àrea del Sistema TDPS. Com la conca del Titicaca, la del Desaguadero està emmarcada per les serralades Oriental i Occidental, amb l'altiplà en la seva part central.

## Història
Aquest riu era conegut en temps precolombins amb els noms d'Aullagas o Chacamarca.

## Geografia
El riu Desaguadero neix en el llac Titicaca, descarregant l'aigua excedent. En la part més propera a l'embocadura amb el llac Titicaca, formant la llacuna Aguallamaya de 96 km², hi ha un primer i curt tram de 14 km que forma la frontera natural entre el Perú i Bolívia. A continuació discorre en direcció sud-est, creuant el departament de la Paz i després el departament d'Oruro, on desemboca en el Llac Poopó, després d'un recorregut de 436 km. El riu passa a prop de les localitats de Calacoto, Ulloma i Puerto Japonés.
En els seus marges, en territori bolivià, les seves aigües són utilitzades per al reg, tot i l'alt contingut en sals minerals
Al llarg del riu Desaguadero s'identifiquen els següents trets:
- Del km 0 al km 63: Planes amples (del Pont Internacional a Nazacara);
- Del km 63 al km 226: Zona muntanyenca (de Nazacara a Chilahuala); i
- Del km 226 al km 398: Planes d'inundació (de Chilahuala al llac Poopó),

El pendent mitjà és del 0.45 per mil (45 cm per cada km).

## Variacions en el llac Titicaca
La vall del riu és geològicament poc estable, i el lliscament de les seves vessants, a la primera part del riu, en les proximitats del llac Titicaca, és responsable de les variacions del nivell del llac. En efecte, en la dècada dels 1990 s'han trobat ruïnes precolombines en els marges d'illes del llac, a un nivell inferior al nivell mitjà actual, el que indica clarament que en èpoques anteriors el nivell del llac era inferior.
L'últim esdeveniment important d'elevació del nivell del llac Titicaca es va donar a inici dels anys 1980. Arran d'aquest esdeveniment els dos països, Bolívia i Perú han elaborat, amb el suport de la Unió Europea, un Pla Director per a l'ús dels recursos hídrics de tota la conca. Com a resultat d'aquest esforç internacional s'han executat les següents accions:
- Programa de Waru-Waru;
- Programa de construcció de defenses riberenques;
- Programa de dragatge del riu Desaguadero;
- Construcció de comportes a l'embocadura del riu per al manipulació dels nivells del llac.

## Cabal
El llac Titicaca no és l'única font del riu Desaguadero. De fet, rep al llarg del seu viatge fins al llac Poopó una sèrie d'afluents de la serralada dels Andes que pertanyen a la seva conca i augmenten el cabal d'aigua del riu, sent el més caudalós el riu Mauri. Els mesuraments de 1960 a 1990 van donar els següents cabals:
- a la sortida del llac Titicaca: 35 m³/s;
- a Calacoto (abans de la confluència amb el riu Mauri): 52 m³/s;
- a Ulloma: 77 m³/s;
- a Chuquiña: 89 m³/s;

Tenint en compte el fet que, al llarg del seu curs, s'ha de considerar l'important cabal consistent en les grans quantitats necessàries per al reg, s'estima que només un terç de les aigües del riu Desaguadero que arriben al llac Poopó provenen del llac Titicaca.
El subministrament continu d'aigua a través dels seus propis afluents permeten al riu Desaguadero, a mesura que avança, el converteix en més regular. Així, en el seu naixement, pot tenir fins i tot un cabal nul o negatiu, que significa una inversió del curs superior. En casos d'extrema disminució de les aigües del Titicaca (en una excepcional sequera), atès que el pendent en aquest primer tram és igual a zero, el curs s'inverteix i el riu Desaguadero alimenta el llac en lloc de ser alimentat per aquest.

### Les crescudes
Les crescudes del riu Desaguadero en el Pont Internacional estan òbviament determinades pels nivells màxims del Llac Titicaca. Aquestes, d'altra banda, sofreixen una primera laminació en la Llacuna d'Aguallamaya, situada immediatament aigües avall del pont.
La contribució de l'Alt Desaguadero (interconca Calacoto-Pont Internacional) a les crescudes del riu Desaguadero és significativament superior a la del Riu Mauri, tot i que la conca d'aquest últim és més gran. A la interconca convé esmenat especialment als rius Callaccame, Llinqui i Jacha Mauri, les crescudes poden ser particularment violentes, de l'ordre de 500 m³/s per a un període de retorn de 50 anys i de 1.000 m³/s per 1.000 anys. De fet, en la sèrie històrica de 18 anys ja van produir un esdeveniment de cabal màxim superior a 400 m³. De fet, en la sèrie històrica de 18 anys ja van produir un esdeveniment de cabal màxim superior a 400 m³/s. Referent a això convé recordar que, atès que les crescudes d'aquests rius es produeixen generalment en els mesos de gener a març, quan el Llac Titicaca encara no ha assolit els seus nivells màxims, una part d'aquests cabals pot penetrar en el propi llac, produint fluxos negatius que han superat els 70 m³/s. No obstant això aquesta possibilitat pot ser controlada des que s'han construït les comportes a prop del Pont Internacional.
Les avingudes extremes del Baix Desaguadero són produïdes igualment pels seus tributaris. Tanmateix, donada la gran extensió dels llacs Poopó i Uru Uru, aquestes avingudes no aporten el volum d'aigua necessari per dur a aquests llacs a uns màxims nivells, efecte que sí s'aconsegueix amb unes descàrregues sostingudes del Titicaca en període d'aigües altes